# Thalamita gracilipes
Thalamita gracilipes is een krabbensoort uit de familie van de Portunidae. De wetenschappelijke naam van de soort is voor het eerst geldig gepubliceerd in 1873 door A. Milne-Edwards.